# پیش‌درآمد (ادبیات داستانی)
پیش‌درآمد یا پیشایند (به انگلیسی: Prequel) به اثری ادبی، سینمایی یا تلویزیونی گفته می‌شود که داستان را پیش از وقوع داستان اثری دیگر روایت می‌کند و مفهومی مقابل دنباله دارد.
به عنوان نمونه، خوب، بد، زشت (۱۹۶۶) پیش‌درآمدی بر به خاطر چند دلار بیشتر (۱۹۶۵) و یک مشت دلار (۱۹۶۴) به‌شمار می‌آید.